# Кутурга, Иван Васильевич
Иван Васильевич Кутурга (1924—1987) — подполковник Советской Армии, участник Великой Отечественной войны, Герой Советского Союза (1945).

## Биография
Иван Кутурга родился 4 мая 1924 года в селе Корниловка (ныне — Иртышский район Павлодарской области Казахстана). После окончания восьми классов школы работал в совхозе. В сентябре 1942 года Кутурга был призван на службу в Рабоче-крестьянскую Красную Армию. Учился в Орловском пехотном училище, но не окончил его и в апреле 1943 года был направлен на фронт. К январю 1945 года младший сержант Иван Кутурга был наводчиком орудия 682-го артиллерийского полка 235-й стрелковой дивизии 43-й армии 3-го Белорусского фронта. Отличился во время боёв в Восточной Пруссии.
20-23 января 1945 года расчёт Кутурги принимал активное участие в боях за населённые пункты Гросс-Фридрихсдорф и Лабиау (ныне — соответственно Гастеллово и Полесск Калининградской области). 19 марта 1945 года в бою у населённого пункта Куменен (ныне — Кумачёво) Кутурга лично подбил два немецких танка. 6-9 апреля 1945 года он участвовал в боях за Кёнигсберг, уничтожив 4 артиллерийских орудия, 8 пулемётов, 1 бронетранспортёр, около 50 вражеских солдат и офицеров.
Указом Президиума Верховного Совета СССР от 19 апреля 1945 года за «умелое выполнение боевых задач, мужество и героизм, проявленные в боях в Восточной Пруссии и при штурме Кёнигсберга» младший сержант Иван Кутурга был удостоен высокого звания Героя Советского Союза с вручением ордена Ленина и медали «Золотая Звезда».
После окончания войны Кутурга продолжил службу в Советской Армии. В 1950 году он окончил Рязанское военное автомобильное училище, позднее — курсы политсостава, служил политработником в воинских частях. В 1964 году в звании подполковника Кутурга был уволен в запас. Проживал в Баку, работал военруком в местной школе. Умер 18 февраля 1987 года, похоронен на Аллее почётных захоронений в Баку.

## Награды и звания
- Герой Советского Союза (19 апреля 1945[2])
- орден Ленина (19 апреля 1945)
- два ордена Отечественной войны I степени (08.03.1945[3], 06 апреля 1985[4])
- орден Славы III степени (16.02.1945[5])
- медали
  - медаль «За отвагу» (2 ноября 1944)[6]
  - две медали «За боевые заслуги» (27 августа 1944[7], 30 апреля 1954[8])

## Память
В честь Кутурги названа улица в Иртышске.